# Multiusos de Gondomar
O Multiusos de Gondomar, é um pavilhão situado em Gondomar, inaugurado a 29 de junho de 2007, foi projetado pelo arquiteto português Álvaro Siza Vieira, sendo uma obra de referência na Arquitetura nacional e inaugurado pelo ministro das Finanças, Teixeira dos Santos.
O Multiusos é constituído por três setores: o edifício elíptico – ou nave central; o corpo de serviços de apoio constituído por um grupo compacto e simétrico de vestiários/sanitários e um grupo de salas de dimensão variável, entre as quais se destaca a Sala D’Ouro, e as áreas técnicas/de armazenamento.
O edifício caracteriza-se, assim, pela sua versatilidade, uma vez que pode albergar diversas atividades, tais como: a realização de provas desportivas, com capacidade máxima para 3.000 espetadores, eventos culturais e/ou musicais com uma capacidade máxima de 8.400 espetadores em pé e 4.800 sentados.
O Multiusos dispõe de uma nave central - com mais de 6 mil m2 - vocacionada para acolher grandes espetáculos desportivos (por exemplo de hóquei em patins, badminton, basquetebol, andebol, voleibol, boxe, judo, ginástica, patinagem, esgrima, futebol de salão, halterofilia, ténis, ténis de mesa, escalada, etc), concertos/eventos culturais, congressos, convenções e feiras. Existe, ainda, uma sala polivalente, com 600 m2 - a Sala D’Ouro - a qual acolhe conferências e eventos diversos de pequena ou média dimensão.
Neste edifício encontrará também diversas salas de diferentes dimensões que funcionam como salas de formação ou de reunião, servindo de complemento à Sala D’Ouro, no caso de congressos e eventos corporativos. Além disso, o Multiusos de Gondomar dispõe de um espaço público protegido por uma “pala” de betão, com cerca de 520 m2, assim como de dois parques de estacionamento, com capacidade para cerca de 2 mil viaturas no total.
Tem uma área total de 53 mil metros quadrados, dos quais 9.483 m* de área coberta e 43.517m* de área descoberta. É um edifício totalmente climatizado, isolado térmica e acusticamente, respeitando todas as normas de segurança. Possui 11 entradas, 7 das quais para o público, 1 para VIP e 3 para atletas, dirigentes, posto médico e imprensa. Dispõe de vários pisos acessíveis por escadas e elevadores para mobilidade reduzida.
Esta infraestrutura está localizada no centro de Gondomar, pelo que se encontra servido por rápidas vias de acesso (através da saída da A43, fica apenas a três minutos da cidade do Porto) e pelos transportes públicos com a paragem Gondomar (Souto) ficando a poucos minutos a pé.
Sendo dos melhores pavilhões do País para acolher grandes espetáculos desportivos, concertos/eventos culturais, congressos, convenções e feiras.